# ستيفن واربك
ستيفن واربك (بالإنجليزية: Stephen Warbeck)‏ (و. 1953 – م) هو ملحن من المملكة المتحدة. ولد في ساوثهامبتون.

## جوائز وترشيحات
حصل على جوائز منها:
- جائزة الأوسكار لأفضل موسيقى تصويرية أصلية أو كوميدية  [لغات أخرى]‏، عن عمل: شكسبير عاشقا.

ترشح لـ:
- Academy Award for Best Original Musical or Comedy Score، عن عمل: شكسبير عاشقا.

## وصلات خارجية
- ستيفن واربك على موقع IMDb (الإنجليزية)
- ستيفن واربك على موقع ألو سيني (الفرنسية)
- ستيفن واربك على موقع ميوزك برينز (الإنجليزية)
- ستيفن واربك على موقع تيرنر كلاسيك موفيز (الإنجليزية)
- ستيفن واربك على موقع أول موفي (الإنجليزية)
- ستيفن واربك على موقع بوكس أوفيس موجو (الإنجليزية)
- ستيفن واربك على موقع قاعدة بيانات برودواي على الإنترنت (الإنجليزية)
- ستيفن واربك على موقع قاعدة بيانات الأفلام السويدية (السويدية)
- ستيفن واربك على موقع ديسكوغز (الإنجليزية)
- ستيفن واربك على موقع قاعدة بيانات الفيلم (الإنجليزية)

ستيفن واربك في قاعدة بيانات الأفلام على الإنترنت